# Az olvasás neuroanatómiája
Az olvasás neuroanatómiája azt mutatja meg, hogy adott agyi területeknek mi a szerepe a komplex kognitív funkció végrehajtásában. Ezek az agyi területek különböző funkcióikkal teszik lehetővé az olvasás képességét az ember számára, ezért egy terület sérülése vagy diszfunkciója az olvasás különböző zavarait eredményezheti. Az olvasásban részt vevő agyi területek a bal inferior frontális gyrus, szupplementer motoros area, anterior cinguláris kéreg, kétoldali motoros kéreg, szuperior temporális kéreg, bal extrastriatális kéreg, kétoldali és közép cerebellum (Turkeltaub és mtsai., 2002).

## Az olvasás kognitív modellje
Ahhoz, hogy megértsük, mely agyi területek milyen funkciót töltenek be az olvasásban, először fel kell vázolnunk egy modellt, ami meghatározza, milyen funkciók (komputációs lépések) vesznek részt az olvasásban. A következőkben egy átfogó, de egyszerű modellt vázolunk fel arról, hogy minimálisan milyen lépéseken keresztül valósul meg az olvasás az ember elméjében:
1. Először létrejön az olvasott betű retinotopikus reprezentációja.
2. Ezt a leképezést meg kell feleltetni egy kontextusfüggetlen (tehát minden más tulajdonságot mellőző) grafémának. A graféma megfeleltetés után két úton haladhat tovább a feldolgozás.
3. Az egyik út kikerüli a jelentés kinyerésének folyamatát és egy graféma–fonéma megfeleltetés során képes a nem ismert szavakat kibetűzni és tovább küldeni a
4. modalitás független fonológiai kimeneti lexikonba.
5. A másik út során a betűalak – graféma megfeleltetésből jövő információ az ortográfiai bemeneti lexikonba megy, ahol a tanult ortográfiai információt kapcsolja hozzá. Tehát itt tárolódik az, hogy az egyes szavak milyen betűkből állnak. Ekkor tudjuk eldönteni, ismerjük-e a látott szót vagy nem.
6. Innen a szemantikai lexikonba áramlik az inger, ahol a jelentés kapcsolódik hozzá. Az inger hosszabb útja is
7. a modalitás független fonológiai kimeneti lexikonba végződik, ahol
8. a motoros program szervezéséhez készítik elő az információt.
9. Végül a szavak kiejtése történik meg a motoros parancsok kiadása után (Hillis, 2008).

## Az olvasásban részt vevő egyes agyterületek funkciója

### Kezdetek
Az első szelektív olvasási zavart Joseph-Jules Déjerine (1891, 1892) írta le. A francia neurológus felfigyelt két olyan betegére, akiknek a verbális képessége normálisnak tűnt, bár az olvasásra képtelenek voltak. Az egyik betegnek bal anguláris gyrus területén volt szerzett sérülése, amitől az olvasás mellett a hallott szó betűzése is zavart szenvedett. Ezt a tünetegyüttest alexia agráfiának nevezzük. A másik páciensnek sérült az occipitális kérge, az inferior temporális kérge, a retroventrikuláris és a kérgestest hátsó megvastagodásánál lévő splenium fehérállománya. A beteg szelektíven csak olvasni nem tudott, amit ma tiszta alexiának nevezünk. Déjerine modellje szerint a bal anguláris gyrus az írott szavak felismerésének központja. Miután a jobb oldal vak az írott szavakra, nem vesz részt a dekódolásukban. Tehát, ha sérül a két agyféltekét összekötő kérgestest fehérállománya, olvasási deficit jelenik meg, mivel a bal oldali látótérben megjelenő szó vagy betű nem jut el a bal anguláris gyrusba, így nem dolgozódik fel. A modell jól magyarázza a kétféle olvasási zavart (alexia agráfiával és tiszta alexia) Az 1960-as évekig Déjerine modellje volt az elfogadott. A neurológia fejlődésével egyre színesebb tünetekkel rendelkező olvasási zavarokat írtak le különböző agyi területek sérülésének következtében. Később a kognitív pszichológia, idegtudományok és a pszicholingvisztika elterjedésével megjelentek a különböző kognitív, reprezentációkat feltételező komputációs modellek az olvasás kapcsán (Luzzatti, 2008). Ez a hullám az agyi képalkotó eljárások megjelenésével felgyorsította az agy funkcionális neuroanatómiai felfedezését.

### Neurológiai és neuropszichológiai megközelítések
Az agyi képalkotó eljárások előtt egy agyi terület funkcióját sérülésekor létrejövő viselkedéses zavarral lehetett feltárni. Kettős disszociációkkal egészen árnyalt következtetéseket lehet levonni az agyi területek szerepeivel kapcsolatban. Kettős disszociációnak nevezzük azt a jelenséget, mikor egy betegnek X1 agyi területe épen marad, de X2 sérül, és ugyanekkor A1 funkciója ép míg A2 funkció zavart szenved. Ebből következik, hogy fordítva jelenik meg az agysérülés, amikor X2 terület ép és X1 sérül. Ezek alapján következtetni lehet arra, hogy az agy egyes területei milyen funkciót látnak el.
A neurológiai/neuropszichológiai vizsgálatokban leggyakrabban a következő feladatokat alkalmazzák az olvasás épségének feltárására (Luzzatti, 2008):
- (I) lexikai döntés: a páciensnek azt kell eldöntenie, hogy a látott betűk együttese létező szót takar-e. Ez az ortográfiai bemeneti lexikon épségét teszteli.
- (II) szemantikai döntés: a szemantikai hálózat funkcióját vizsgálja.
- (III) szövegértés: komplex feladat, a szemantikai hálózat, a szintaktika, mondatelemzés és jelentés kinyerés, valamint végrehajtó funkciók (pl. munkamemória) és egyéb kognitív képességek (pl. következtetés) tesztelésére is alkalmas.
- (IV) szóolvasás:
- a. álszavak olvasása: a graféma-fonéma megfeleltetés működését teszteli.
- b. ritka nyelvtani esetek illetve különböző szófajú szavak olvasása: szintaktika és a szemantikai hálózat épségét vizsgálja.
- c. ritka, illetve gyakori szavak olvasása: szemantikai hálózat épségét teszteli.
- A különböző neurológiai/neuropszichológiai teszt feladatokkal bizonyos típusokba sorolható olvasási zavarokat fedeztek fel az agyi sérülést szenvedő beteg populációkon. A különböző olvasási zavarok típusai, a lehetséges okai és a leggyakrabban hozzájuk kapcsolódó agyi területek a következők (Luzzatti, 2008):
- 1. Alexia agráfiával: Az olvasási zavar mellett, zavart szenved a hallott szöveg betűzése az írásban. A tüneteket általában bal inferior temporo-occipitális kéreg, az anguláris gyrus és a fusiform gyrus sérülése okozhatja.
- 2. Tiszta alexia: csak az olvasás képessége sérül. Ennek a kórképnek a kialakulásához az első típusban leírt agyi területek sérülése járul hozzá.
- 3. Fonológiai alexia (diszlexia): az álszavak olvasása nehezen megy, míg a létező szavak olvasása nem szenved zavart. Ebben az esetben csak a graféma- fonéma megfeleltetés sérül, az ortográfiai bemeneti lexikon épp marad. Ehhez a zavarhoz kiterjedt bal fronto-temporo-parietális perisyilvian régiók léziója kapcsolódik.
- 4. Felszíni alexia (diszlexia): az álszavak és többnyire a nem rendhagyó szavak olvasásának képessége megtartott, a létező, rendhagyó szavak olvasása sérül. Ezek a tünetek az ortográfiai bemeneti lexikon működésének zavarát mutatja, míg a graféma- fonéma megfeleltetés megfelelően működik. A zavarhoz legtöbbször antero-laterális temporális kéreg lézió párosul.
- 5. Mély alexia (diszlexia): a betegek az olvasáskor szemantikus hibákat vétenek. Például egy szemantikailag kapcsolódó szót olvasnak az eredeti szó helyett (pl. kutya helyett eb). Ebben az esetben az álszavak olvasása is gyakran sérül. A főnevek és a gyakori szavak olvasása könnyebb. Ezek a jelek a szemantikai hálózat kiterjedt sérülését mutatják, valamint a graféma-fonéma megfeleltetés deficitje is gyakran párosul ehhez a zavarhoz. Általában kiterjedt bal féltekei sérüléskor jelenik meg afáziával együtt. Ilyenkor a jobb agyféltekében tárolódó csekély nyelvi tudás látszik a feladatok teljesítésében. A gyakori, konkrét főneveket feltehetően a jobb agyfélteke is reprezentálja így ezek olvasása jól megy.
- 6. Betűről betűre olvasás: a beteg nem tudja megnevezni a látott szót, csak a betűket tudja egyesével felolvasni. Tehát a betűk fonológiai megfeleltetése ép marad. Ennek a zavarnak a megjelenését általában bal occipitális lebeny és inferior temporális kéreg sérülés okozza.

Néhány következtetés levonható a fent felsorolt és egyéb neuropszichológiai kutatások eredményeiből. Általában mind a tiszta mind az agráfiával jellemző alexia a ventrális vizuális pálya sérülésével jár együtt, kiemelve a mid-fusiform gyrust (fusiform word área) és az anguláris gyrust. Az olvasási funkciók is bal oldalra lateralizálva jelennek meg, de ez a lateralizáció kevésbé markáns, mint a beszéd funkciók esetében (Hillis, 2008).

### Képalkotó eljárások
Az agyi képalkotó eljárások megjelenésével szélesebb populációkon is elterjedtek a funkcionális neuroanatómia feltérképezésére irányuló kutatások. Ezen vizsgálatok száma a képalkotó eljárásoknak köszönhetően megugrott, így lehetőség nyílt igazolni és pontosítani a neuropszichológiai eredményeket.
A képalkotó eljárásokat alkalmazó kutatásokban hasonló feladatokat használnak, mint a neuropszichológiai vizsgálatoknál, mivel azok a tesztek jól elkülönítik az olvasás folyamatában szerepet játszó különböző folyamatokat.

### Broca-terület és Wernicke-terület
Mint minden verbális funkcióban, az olvasásban is kulcs szerepe van a Broca- és a Wernicke-területnek. Mivel a tudomány már pontosabban el tudja különíteni az egyes verbális funkciókat és agyi korrelátumaikat, a Broca- és a Wernicke-területek kisebb agyi régiókra bontva bizonyos részfunkciókat ellátva, valamint más funkcionális hálózatokba csoportosítva jelennek majd meg a felsorolt tanulmányokban. A következő bekezdésben Összefoglaljuk milyen funkciókat lát el ez a két híres agyi terület az olvasásban.
A szemantikai információ kinyerése a temporális és a parietális kérgi régiókhoz kapcsolódik. Az ortográfiai bemeneti és a szemantikai lexikont a legelfogadottabban a bal szuperior temporális gyrushoz (Wernicke-terület, BA 21, 22) kötik. Itt kapcsolódik többek közt a szóhoz a jelentés. (Hillis, 2008). A modalitás független fonológiai kimeneti lexikonhoz és a motoros program előkészítéséhez kapcsolódó agyi terület a bal posterior, inferior frontal gyrus (Broca área, BA 44, 45). Ez a terület bizonyos szavak (főleg az igék) ortográfiai információjában és a szöveg megértésében is szerepet játszik (Hillis, 2008).

### Egy szó feldolgozásának neurológiai korrelátumai
Petersen, Fox, Posner, Mintun és Raichle (1998) alapjában meghatározó tanulmányukban kimutatták, hogy jelentősen távoli agyi régiók aktiválódnak egy szavas feldolgozáskor. PET felvételekkel feltárták, hogy az alapműködéshez képest az occipitális kéreg volt aktív a szavak bemutatásakor (ortográfia) míg a szavak olvasásakor a temporális areák aktiválódtak (fonológia). A frontális területek akkor aktiválódtak, mikor a résztvevők igékből alkottak főneveket (szemantika). A feladatok változtatásával és azzal, hogy összehasonlítják az olvasáskor létrejövő neurális aktivitást a kontroll feltétellel azonosíthatóak az egyes területekhez kapcsolódó funkciók széles köre.

## Egy szó feldolgozásának módját befolyásoló jellemzők
Fiez és munkatársai (1999) három paraméter, mint a lexikalitás (szó/nem-szó), gyakoriság (gyakori/ritka), írott és kimondott szó közti eltérés (megegyező/eltérő) kontrollálták az egyes feladathelyzetekben, ahol a résztvevő feladata mindvégig az volt, hogy kiolvassa a látott szót. A bal frontális régió konzisztencia és lexikalitás változásokra reagált, ami jelezheti, hogy részt vesz az ortografikus információ fonológiaivá transzformálásában. Ritka szavak esetében nagyobb aktiváció jelent meg a bal temporális terület és az ezt kiegészítő motoros területen, ami jelezheti a lexikális szintű információkhoz való hozzáférésben és tárolásában betöltött szerepet. A konzisztenciával kapcsolatos bilaterális hatások az elsődleges motoros kérgen tűnnek elő, ami funkció szintjén azt jelenti, hogy a konzisztencia befolyásolja felismerést és a motoros produkciót is. A bal inferior frontális gyrus több paraméter interakciójakor, az alacsony gyakoriságú inkonzisztens szavaknál aktiválódott.
Más kutatások tovább pontosították a szavak feldolgozásában szerepet játszó agyi területeket. A grafémák kontextusfüggetlen felismerését az fMRI kutatások általában a bal vagy bilaterális midfusiform gyrushoz kapcsolják (Hillis, 2008). Megjelentek olyan vizsgálatok is, melyekben ezt az agyi területet inkább a modalitásfüggetlen fonológiai lexikonhoz kötik (Hillis és mtsai., 2005). Valószínűsíthető, hogy a terület mindkét folyamatban részt vesz (Hillis, 2008).
A graféma–fonéma megfeleltetésben a bal anguláris gyrusnak van nagy szerepe (Hillis és mtsai., 2001). A kísérleti eredmények szerint az olvasás gyakorlásával ez a funkció egyre inkább átmegy a fusiform régiókba (BA 37) és ezek után már csak álszavak olvasásánál aktiválódik igazán a bal anguláris gyrus (Pugh és mtsai., 2001). Más adatok szerint mind a graféma–fonéma megfeleltetésben, mind az ortográfiai bemeneti lexikon működésében végig szerepet játszik a bal anguláris gyrus az extrastriatális occipitális és temporális régiók mellett (Hillis, 2008).

## Szófelismerés neurológiai korrelátumai metaelemzések eredményei alapján
A képalkotó kutatásokkal kapcsolatban mindig felmerülő igény, hogy a különböző laboratóriumok és tanulmányok eredményeit összevessük. A kutatások közti eltérések eredhetnek az egyének közötti különbségekből és a kisebb módszertani különbségekből (Turketaub, Eden, Jones & Zeffiro, 2002). Fiez és Petersen (1998) metaanalízisében kilenc tanulmány összehasonlításakor erős konvergenciát talált. Az említett kutatásokban egy szót kellett hangosan kiolvasniuk a résztvevőknek. Fiet és Petersen megtalálták azokat a területeket, melyek konzisztensen aktívak egy szó olvasásakor: a kiegészítő szupplementer motoros área, a cerebellum, az anterior cinguláris gyrus (BA 32), bal oldali fusiform és linguális gyrusok (BA 18 és BA 37), a bal inferior frontális gyrus (BA 44/45), kétoldali aktiváció jelentkezik a szuperior temporális gyrus anterior és poszterior területein (BA22 közelében), a posterior centrális gyrus (BA 4 közelében) dorzális és a ventrális része. Turkeltaub és munkatársai (2002) által végzett metaelemzésükben 11 szóolvasással foglalkozó PET tanulmány eredményeit vetették össze. Elemzésük szerint a bilaterális motoros és szuperior temporális kéreg, a preszupplementer motoros área, a bal fusiform gyrus és a kisagy vesz részt a szó kiolvasási feladatokban. Ezek az adatok összeegyeztethetőek a neuropszichológiai irodalommal (Fiez & Petersen, 1998). Továbbá érdemes a kutatások tervezésekor a figyelt területet kiválasztásakor a neuropszichológiai eredményeket figyelembe venni.
A bal inferior frontális gyrus érzékeny az írott és kimondott szó közti konzisztenciájának változásaira (Fiez és mtsai, 1999), ami jelentheti azt, hogy szerepe van az ortografikus reprezentáció fonológiaiba való alakításában. Más kutatók a szublexikális feldolgozás helyekén a bal posterior-szuperior temporális régiót (Simos és mtsai., 2002) jelölték meg, bár mások szerint utóbbi inkább a fonológiai dekompozícióban vesz részt (Palmer, Brown, Petersen & Schlaggar, 2004), mintsem magában az ortografikus és fonológiai reprezentációk közti átalakításban.

## Lexikális feldolgozás neurológiai korrelátumai
A lexikális feldolgozás neurális jelzőivel kapcsolatban kisebb az egyetértés a szakirodalomban. Általában a gyakoriságot és a lexikális hatásokat (nagyobb az aktiváció valódi szavaknál, mint nem valódi szavaknál) véli a lexikális feldolgozás jeleinek. Érdekes módon képalkotó eljárásokkal még kevesen vizsgálták csak a szógyakoriság hatását. Az irodalom szerint jobban aktiválódik a kis gyakoriságú szavaknál a bal temporális régió (BA 22 közelében) és a szupplementer motoros área (BA 6) felgyorsított nevezési helyzetben (Fiez és munkatársai, 1999). Szintén jobban aktiválódik a bal inferior frontális gyrus (BA 44/45) és számos szubkortikális struktúra lexikális döntéskor (Fiebach, Friederici, Muller & von Cramon, 2002).
Más kutatásokban a lexikalitás hatást (nagyobb aktiváció valódi szavak esetében, mint nem valódi szavak esetében) a lexikális feldolgozás jelének tekintik. Elképzelhető, hogy a valódi szavakra kapott nagyobb aktiváció a valóban a nyelvi információhoz való hozzáférést jelzi, ami lehet ortografikus, fonlógiai vagy szemantikai (Fiez és mtsai., 1999). Sajnos nincs egyetértés abban, hogy melyek azok a területek, amelyek aktiválódnak szavak esetében. Lexikális döntési vizsgálatok különféle területeket azonosítottak: anguláris gyrus (BA 39), bal dorzális prefrontális kéreg (BA 32/24), bal posterior cinguláris gyrus, precuneus ( BA 23/29-31/7) és a bal poszterior középső temporális és inferior temporális gyrusok (BA 21/37). Nehezíti a helyzetet, hogy gyors megnevezési helyzetben viszonylag nehéz találni olyan területet, ami aktívabb valódi szavak, mint nem valódi szavak esetében. Ischebeck és munkatársai (2004) a módszertanilag érzékenyebb eseményhez kötött paradigmát használták és azt találták, hogy jobban aktiválódik valódi szavak esetében a bal és jobb oldali temporo-parietális áreák (BA 39/40), a középső/inferior temporális gyrus középső része (BA 21/21) és a posterior cinguláris gyrus (BA 31).
A különféle kutatások eltérő eredményei ellenére úgy tűnik mégis van két régió, ami konzisztensen a lexikális feldolgozáshoz kötheti: az bal anguláris gyrus (BA 39) és a bal középső-temporális gyrus (BA 21). A bal középső-temporális gyrus sokáig a nyelvi feldolgozásával azonosították (Fiebach és mtsai., 2002); mások a lexikai-szemantikai reprezentációt és feldolgozást (Pugh és mtsai., 1996) és a fonológiai szó létrejöttét (Cohen és mtsai., 2000) is ennek a területnek az aktivációjával azonosították. A bal anguláris gyrus valószínűleg ugyancsak szerepet játszik a modalitásfüggetlen szemantikus feldolgozásban (Binder és mtsai., 2003).